# Hans Dambach
Hans Dambach (* 30. März 1915 in Haßloch; † 8. Juli 1944 in Widuty, Ukraine) war ein deutscher SS-Mann und KZ-Aufseher.

## Leben
Dambach kam 1933 als SS-Aufseher in das KZ Dachau. Julius Zerfaß, der Dambach 1933/1934 in Dachau miterlebte, bezeichnete ihn später in seinem veröffentlichten Erlebnisbericht Dachau eine Chronik für diese Zeit als SS-Scharführer. Als Obertruppführer übernahm er später Aufgaben als Kleiderverwalter und in der Funktion eines SS-Kompanieführers die Aufsicht über die Baracke Nr. 10 des Lagers, in der unter anderem das Krankenrevier untergebracht war. Als Bibliotheksfeldwebel unterstand ihm außerdem die in Baracke 10 eingerichtete Lager-Bibliothek.
Während seiner Zeit in Dachau war Dambach als einer der brutalsten und grausamsten Aufseher des Lagers berüchtigt. In der Lagerliteratur zum KZ Dachau und in den späteren Forschungsarbeiten taucht er als einer der am häufigsten erwähnten „Folterknechte“ des Lagers auf.
„Bei der Prügelstrafe wurde eine Decke über den Kopf der Delinquenten geworfen, dann schlugen die berüchtigtsten Schläger auf sie ein. Es waren unter anderen der ehemalige Fremdenlegionär Kantschuster, Dambach aus Haßloch, Trenkle, Tremmel und Lutz.“
Als Leiter der Baracke 10 verhinderte Dambach auch, dass der monarchistische Journalist Erwein von Aretin in das vergleichsweise sichere Kommando gebracht wurde. Der SPD-Politiker Kurt Schumacher erinnerte sich, 1935 in Dachau von einem SS-Führer namens Dambach schikaniert worden zu sein, dem er allerdings den Vornamen Walter zuschrieb.
Noch für 1937 ist Dambach als SS-Scharführer und Blockwalter in Dachau belegt. Die SOPADE, die Auslands-SPD, erwähnte ihn in diesem Jahr in einem ihrer Berichte:
„Blockführer ist der SS-Scharführer Dambach. Er behandelt die Gefangenen sehr übel. Man hört oft sein brüllendes Geschimpfe. Vor der Tür der Baracke stehen Posten und keiner der Gefangenen darf in den Lagerhof treten. Es wird ihnen erklärt, daß keiner hoffen könne, unter zehn Jahren das Lager wieder zu verlassen.“
Später wurde Dambach ins KZ Gusen versetzt und dem Kommandanturstab unter Karl Chmielewski als Schutzhaftlagerführer im Rang eines Hauptscharführers unterstellt.
Dambach starb als Teilnehmer des Zweiten Weltkriegs im Rang eines Obergefreiten. Sein Grab befindet sich auf der Kriegsgräberstätte in Potelytsch.